# Irène Brillant
Irène Brillant, née Mathilde Adrienne Edmonde Silvestre le 29 mars 1906 dans le 12e arrondissement de Paris et morte 26 octobre 1997 à Neuilly-sur-Seine, est une actrice et comédienne française. Elle entre à la Comédie-Française en 1929 et y joue pendant 20 ans. Elle est l'épouse de l'aviateur René Fonck.

## Biographie
Irène Brillant remporte le premier prix de comédie au Conservatoire de Paris en juin 1929. Un mois plus tard, le 11 juillet 1929, elle entre à la Comédie-Française. Son premier rôle est alors celui de Célimène en août 1929.
Elle épouse René Fonck en 1936. Ils ont deux enfants : Edmond et Anne-Marie Fonck.
A partir de 1936, son mari, aviateur reconnu de la Première Guerre mondiale et proche du maréchal Pétain fait pression sur le nouvel administrateur général de la Comédie Édouard Bourdet pour que sa femme devienne Sociétaire. En 1940, Jean-Louis Vaudoyer est nommé et Fonck sollicite alors l'aide du régime de Vichy. Après que sa demande soit passée devant le comité d'entrée de la Comité, Irène Brillant est largement refusée. Le secrétaire d'État impose alors qu'elle soit nommée Sociétaire. Vaudoyer impose alors à Brillant de jouer tous les rôles qui lui seront proposés, ce qui l'empêche de prendre part aux productions importantes entre 1942 et 1944,. A partir de 1944, il est décidé que jusqu'à la fin de sa carrière elle n'occupera que des rôles secondaires de coquettes.
Elle est mise à la retraire par la Comédie-Française en 1949, à la suite de quoi elle engage un procès contre l'institution qui selon elle n'avait pas le droit de la mettre à la retraite. Elle se plaint également alors d'avoir été mise de côté après son accession au sociétariat, d'une part à cause de son mari le colonel Fonck critiqué par Libération, et d'autre part en raison de sa protection par Philippe Pétain. Elle remporte son procès en 1956.
Elle repose au cimetière parisien d'Ivry (division 11).

## Théâtre

### Comédie-Française
- Entrée à la Comédie-Française en 1929
- 401e sociétaire en 1942
- Départ en 1949

- 1929 : Amoureuse de Georges de Porto-Riche, Madame de Chazal
- 1929 : Le Misanthrope de Molière, Célimène
- 1929 : Les Marionnettes de Pierre Wolff, Madame de Lancey
- 1929 : L'amour veille de Gaston Armand de Caillavet et Robert de Flers, Lucienne de Morfontaine
- 1929 : L'Essayeuse de Pierre Veber, Lise
- 1929 : Les Fresnay de Fernand Vanderem, Jacqueline Fresnay
- 1929 : La Belle Marinière de Marcel Achard, Mique
- 1929 : La Marche nuptiale de Henry Bataille, Hortense de Plessans
- 1929 : Blanchette d'Eugène Brieux, Lucie Galoux
- 1929 : Le Mariage forcé de Molière, Pierre Beauchamp et Jean-Baptiste Lully, Dorimène
- 1929 : Un Caprice d'Alfred de Musset, Mathilde
- 1929 : Sapho d'Alphonse Daudet et Adolphe Belot, Irène Vitalis
- 1929 : La Course du flambeau de Paul Hervieu, Léonie

- 1930 : Les Trois Henry d'André Lang, mise en scène Émile Fabre, Agnès
- 1930 : Moi d'Eugène Labiche, mise en scène Charles Granval, Madame de Verrières
- 1930 : Primerose de Gaston Armand de Caillavet et Robert de Flers, Madame de Champvernier
- 1930 : Le Vieil Homme d'Alain Gibaud, Madame Allain
- 1930 : La Chienne du roi d'Henri Lavedan, Annette
- 1930 : Circé d'Alfred Poizat, Cloé
- 1930 : Antoinette Sabrier de Romain Coolus, Madame Savergne
- 1930 : Un Déjeuner d'amoureux d'André Birabeau, elle

- 1931 : La Belle Aventure de Gaston Armand de Caillavet, Robert de Flers et Étienne Rey, Madame de Machault
- 1931 : Arlequin poli par l'amour de Marivaux, mise en scène André Cadou, la fée[10]
- 1931 : La Première Bérénice d'Adrien Bertrand et Gaston de Bar, Sylvie[11]
- 1931 : Un Ami de jeunesse d'Edmond Sée, Madame Le Blumel
- 1931 : Les Compères du roi Louis de Paul Fort, La reine Charlotte
- 1931 : L'Amour médecin de Molière, Aminte
- 1931 : L'Été de la Saint-Martin de Henri Meilhac et Ludovic Halévy, Adrienne
- 1931 : L'Avare de Molière, Élise
- 1932 : Le Voyageur et l'amour de Paul Morand, Miss Squirel
- 1932 : Baisers perdus d'André Birabeau, Madame Angers
- 1932 : La Victoire de Ronsard de René Berton, Hélène de Surgères[12]
- 1932 : L'Âge du fer, Simone Biret
- 1934 : La Chance de Françoise de Georges de Porto-Riche, mise en scène Raphaël Duflos, Madame Guérin[13]
- 1934 : L'Indiscret d'Edmond Sée, Françoise Marivon[14]
- 1936 : L'Âne de Buridan de Gaston Armand de Caillavet et Robert de Flers, mise en scène Pierre Bertin, Vivette
- 1937 : Chacun sa vérité de Luigi Pirandello, mise en scène Charles Dullin, Madame Sirelli
- 1937 : Douze Livres de James Matthew Barrie, mise en scène Marie Austine et Jules Delacre, Lady Sims
- 1938 : Le Portrait de Louis de Carmontelle, comtesse de Hennevilli
- 1938 : Le Bourgeois gentilhomme de Molière, mise en scène de Denis d'Inès, Dorimène
- 1938 : La Dispute de Marivaux, mise en scène Jean Martinelli, Hermiane
- 1938 : Cyrano de Bergerac d'Edmond Rostand, mise en scène Pierre Dux, Lise
- 1938 : Un Chapeau de paille d'Italie d'Eugène Labiche et Marc-Michel, mise en scène Gaston Baty, Anaïs[15]
- 1939 : La Double Inconstance de Marivaux, mise en scène Raphaël Duflos, Lisette
- 1939 : L'Île des esclaves de Marivaux, mise en scène Pierre Dux, Euphrosine
- 1940 : Le Misanthrope de Molière, mise en scène Jacques Copeau
- 1941 : Les Précieuses ridicules de Molière, mise en scène André Brunot, Magdelon[16]
- 1941 : Le Chant du berceau de Gregorio et María Martínez Sierra, mise en scène André Bacqué, Sœur Marie-Jésus[16]
- 1941 : Psyché de Molière, mise en scène Maurice Escande, Vénus[17]
- 1942 : L'Autre Danger de Maurice Donnay, mise en scène Jean Debucourt, Madame Lacorte
- 1942 : Le Jeu de l'amour et du hasard de Marivaux, Lisette
- 1942 : La Rabouilleuse d'Émile Fabre, Flore Brazier[18]
- Avant 1944 : Les Femmes savantes de Molière, Armande
- Avant 1944 : Le Monde où l'on s'ennuie d'Édouard Pailleron, Lucy Watson
- Avant 1944 :
- 1946 : La Princesse d'Élide de Molière, mise en scène Georges Le Roy, Cynthie[19]

## Filmographie
- 1930 : L'Instinct d'André Liabel et Léon Mathot : Thérèse Laugier
- 1932 : Coiffeur pour dames de René Guissart : Madame Louvet
- 1933 : Madame ne veut pas d'enfants de Constantin Landau et Hans Steinhoff : Louise Boivin
- 1935 : Jérôme Perreau, héros des barricades d'Abel Gance : Marie Perreau